# Xystochroma incomptum
Xystochroma incomptum är en skalbaggsart som beskrevs av Dilma Solange Napp och Martins 2005. Xystochroma incomptum ingår i släktet Xystochroma och familjen långhorningar.
Artens utbredningsområde är Venezuela. Inga underarter finns listade i Catalogue of Life.